# 테르모스파에라속
테르모스페라속은 데술푸로콕쿠스과의 한 속이다. 테르모스페라는 유황 온천, 화산, 용암 지대 같은 매우 뜨거운 지역에서 발견되었다. 이에 대해 1998년, 옐로스톤 국립공원의 흑요석 지대에서 격리된 테르모스페라가 발견되었다.

## 세포 구조와 물질 대사
테르모스페라의 세포는 구형이며 급격히 성장하는 동안 포도송이의 형태를 취한다. 성장기 후반과 정체 상태일 때는, 작은 그룹을 이루어, 몇몇 단일 세포는 눈으로 볼 수 있다. 또, 모인 상태에서는 편모도 조금씩 보인다. 세포 껍질은 세포질 막에 덮여 있는 무정형의 층이다. 섭씨 92°C 이상 온도에서는 성장이 억제된다. 테르모스페라 세포는 효모가 에너지를 발생시키는 종속 영양의 형태를 취한다.

## 생태학
테르모스페라는 주로 유황천에서 발견된다. 이 고균의 특성을 연구하면 생명 공학에서 큰 발전을 가져다 준다.

## 유전자 구조
테르모스페라의 16S rRNA 서열을 살펴보면 스타필로테르무스나 데술푸로콕쿠스와 유사하다.